# Tympanoctomys
Tympanoctomys is een geslacht van zoogdieren uit de familie van de schijnratten (Octodontidae). De wetenschappelijke naam van het geslacht werd in 1823 gepubliceerd door José Yepes. De soorten uit dit geslacht komen voor in de woestijnen van West-Argentinië.

## Soorten
Er worden 3 soorten in dit geslacht geplaatst:
- Tympanoctomys barrerae (B. Lawrence, 1941)
- Tympanoctomys kirchnerorum Teta et al., 2014
- Tympanoctomys loschalchalerosorum (Marces et al., 2000)